# Hamburger Sternwarte
Die Hamburger Sternwarte ist eine von der Universität Hamburg betriebene historische Forschungssternwarte. Sie befindet sich seit 1909 auf dem Gojenberg im Hamburger Stadtteil Bergedorf.

## Geschichte

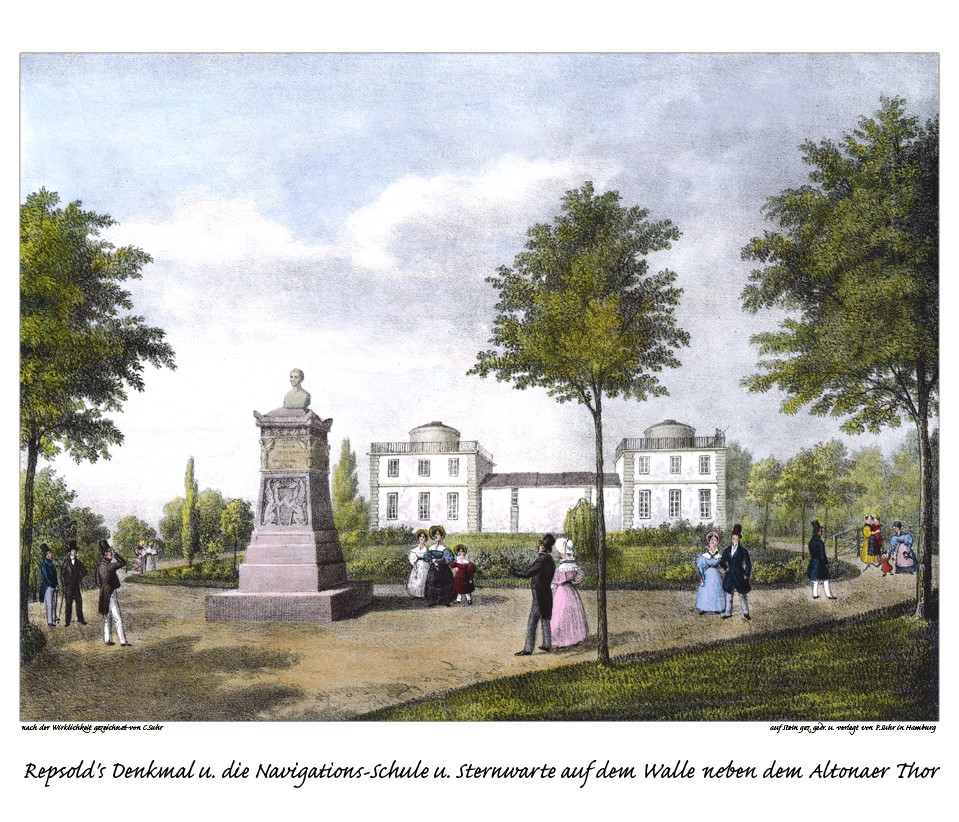
Sternwarte mit Navigationsschule und Repsold-Denkmal auf dem Wall beim Millerntor ca. 1840 (von Christoffer Peter Suhr)

### Erste Sternwarte am Stintfang
Johann Georg Repsold, der Gründer der Hamburger Sternwarte, errichtete 1802 auf der Albertusbastion am Stintfang eine eigene kleine Sternwarte. Repsold, der in Ritzebüttel, dem hamburgischen Außengebiet nahe Cuxhaven, bei Reinhard Woltman Wasserbau gelernt hatte, war ab 1799 als städtischer „Spritzenmeister“ für die Feuerwehr sowie die Wartung der Leuchttürme zuständig. Neben seiner beruflichen Tätigkeit widmete er sich insbesondere dem Bau astronomischer Beobachtungsgeräte, die von sehr guter Qualität waren. 1811 während der Zeit der napoleonischen Besatzung musste die Sternwarte abgebrochen werden. Im gleichen Jahr reichte Repsold eine erste Eingabe an den Hamburger Senat zur Gründung einer städtischen Sternwarte ein, die er 1820 zusammen mit Jonas Ludwig von Heß und Johann Theodor Reinke wiederholte.

### Zweite Sternwarte am Holstenwall

Observatorium am Holstenwall um 1900

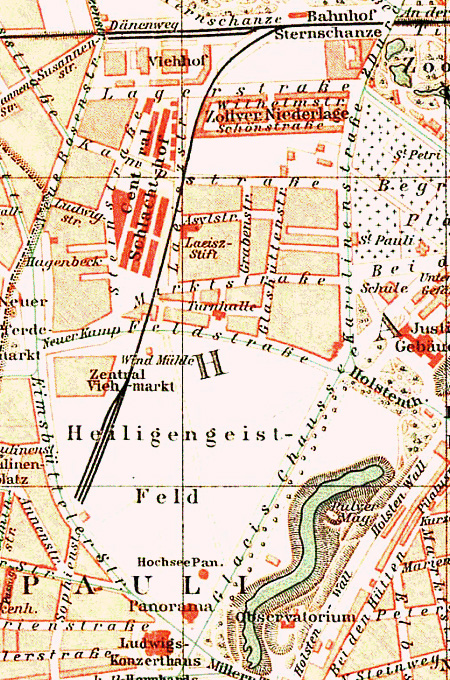
Observatorium Rechts unten auf der Karte um 1890.

Im selben Jahr begründete Repsold beim Hamburger Senat die Notwendigkeit der Errichtung einer Sternwarte, verbunden mit einer neuen Navigationsschule. Als geeignete Stelle wurde die Henricus-Bastion am Millerntor festgelegt. Erst 1824 stimmte der Senat unter der Bedingung zu, dass Repsold die Beobachtungsinstrumente unentgeltlich zur Verfügung stellte. Der Bau der Sternwarte wurde 1826 teilweise abgeschlossen. Die Sternwarte bestand aus einem zweiflügeligen Bau, auf dessen Dach sich zwei hölzerne Kuppeln befanden. Eine Hälfte des Gebäudes wurde von der Navigationsschule genutzt.
Nachdem Repsold im Jahre 1830 bei Löscharbeiten ums Leben gekommen war, beschloss der Senat, die Sternwarte als staatliches Institut zu übernehmen, nachdem die private Finanzierung der Betriebskosten gesichert war. Neuer Direktor wurde der Astronom Karl Rümker, der bis dahin das Observatorium von Parramatta (Australiens einzige Sternwarte) geleitet hatte. Repsolds Söhne und später seine Enkel bauten die Firma „A. Repsold & Söhne“ in Hamburg zu einem weltweit führenden Unternehmen für optische Instrumente aus. Das Unternehmen bestand bis 1919. Als Rümker 1857 aus Altersgründen ausschied, übernahm sein Sohn George Rümker die Leitung. Nach George Rümkers Tod im Jahre 1900 wurde Richard Schorr zum Direktor ernannt.
Die Hauptaufgabe der Sternwarte lag neben der astronomischen Beobachtung und der Astrometrie in der exakten Bestimmung der Zeit. Diese wurde mittels eines Meridianfernrohrs bestimmt. Die Uhrenanlage der Sternwarte steuerte mehrere Normaluhren, später den Zeitball des Hamburger Hafens sowie die telefonische Zeitansage.
Ende des 19. Jahrhunderts wurde der Standort durch zunehmende Luft- und Lichtverschmutzung sowie Erschütterungen stark beeinträchtigt, so dass eine Verlegung erforderlich wurde. Als neuer Standort wurde der Gojenberg in Bergedorf festgelegt.
Nach dem Abriss der Sternwarte wurde hier ab 1914 das Museum für Hamburgische Geschichte errichtet.

### Heutige Sternwarte in Bergedorf
Mit dem Bau der neuen Sternwarte wurde 1906 begonnen, 1909 waren die meisten Gebäude fertiggestellt und die ersten Teleskope aufgebaut. Die Sternwarte wurde 1912 offiziell eingeweiht.

Übersicht über den Standort der einzelnen Gebäude

Ausgerüstet war sie anfangs mit einem Meridiankreis, einem großen Refraktor mit 60 cm Öffnung von „Repsold & Söhne“, einem Newton-Teleskop von Carl Zeiss mit einem Hauptspiegel von 1 m Durchmesser, einem Doppelastrografen von Zeiss zur Astrofotografie sowie den Teleskopen der alten Sternwarte.
In den Folgejahren entstanden mehrere umfangreiche Sternkataloge, darunter der AGK2-Katalog. Anhand des Doppelastrografen wurden die physikalischen Eigenschaften der Sterne untersucht. Walter Baade führte Untersuchungen der Sternverteilungen in der Milchstraße und anderen Galaxien durch.

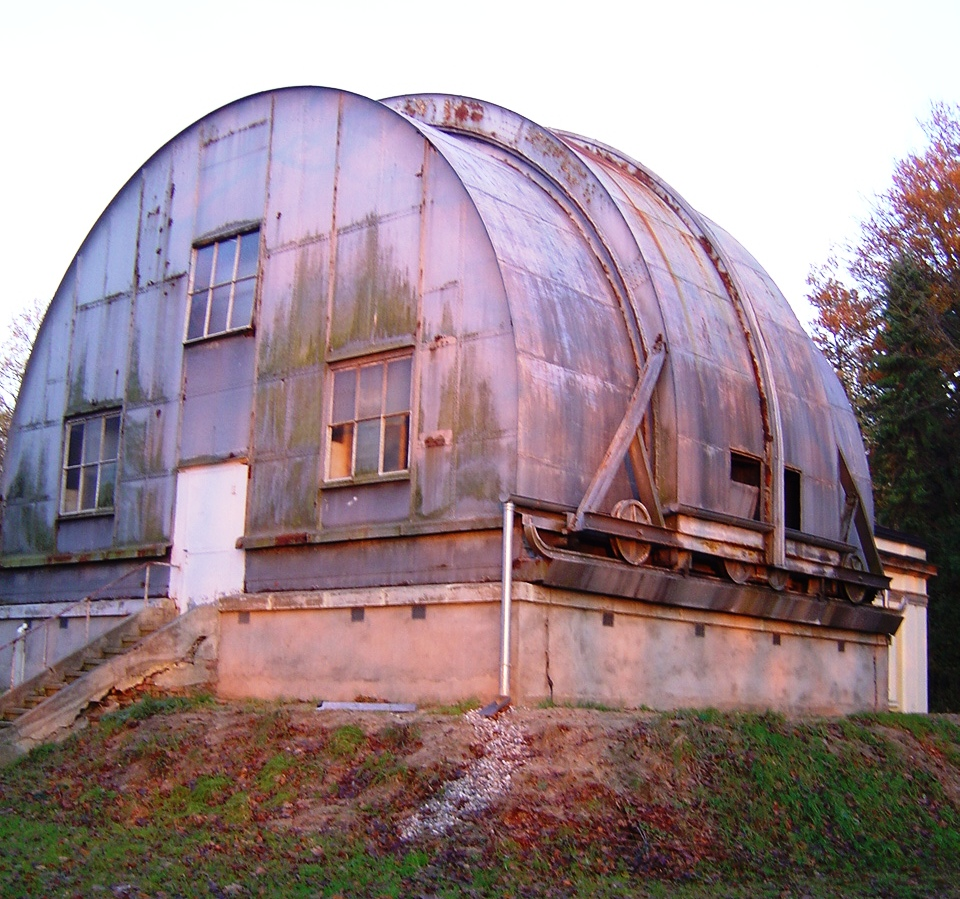
Schutzbau des Meridiankreises der Sternwarte Bergedorf (2005)

Zwischen 1905 und 1929 führte die Sternwarte mehrere Expeditionen zur Beobachtung von Sonnenfinsternissen durch, unter anderem nach Algerien, Mexiko, Schweden und auf die Philippinen.
Ab 1926 arbeitete der Optiker und Teleskopkonstrukteur Bernhard Schmidt als freier Mitarbeiter an der Sternwarte. Hier gelang Schmidt 1930 die Herstellung einer asphärischen Korrektionslinse und damit die Erfindung des „Schmidt-Spiegels“. Die extrem lichtstarke und bis an den Bildrand der Fotoplatten komafreie Weitwinkelkamera ist eine der durchgreifenden Neuerungen in der Astrofotografie des 20. Jahrhunderts. Ein geplanter großer Schmidtspiegel konnte erst nach dem Krieg verwirklicht werden.
1941 schied Richard Schorr altersbedingt aus dem Amt und Otto Heckmann übernahm die Leitung der Sternwarte. Diese führte seit dem Beginn des Zweiten Weltkriegs als „kriegswichtiges Institut“ nur noch Aufgaben für das Militär durch, insbesondere Positionsberechnungen für militärische Navigation und Beobachtung von Sonnenaktivitäten. Das gesamte Areal der Sternwarte in Bergedorf überstand die Kriegszeit fast völlig unbeschadet.
Mit der Berufung Heckmanns verteidigte sich die Sternwarte gegen die Einflussnahme des Nationalsozialistischen Deutschen Dozentenbundes auf die Personalbesetzung. Otto Heckmann blieb ein Gegner der ideologischen „Deutschen Physik“, er nahm unter anderem 1940 erfolgreich mit Carl Friedrich von Weizsäcker an dem sogenannten „Münchener Religionsgespräch“ teil. Nach 1945 galt er als Direktor der Hamburger Sternwarte auch international als ein beachteter Astronom.
1954 wurde der lang geplante große „Hamburger Schmidt-Spiegel“, konstruiert von Heidenreich & Harbeck, in Betrieb genommen. Auch wurde eine Anlage zur Aluminium-Bedampfung von Teleskopspiegeln errichtet, in der Spiegel bis zu einem Durchmesser von 1,5 m beschichtet werden können. Die Anlage ist bis heute in Betrieb.
1962 wurde Otto Heckmann als einer der Gründungsväter der Europäischen Südsternwarte zum ersten Generalsekretär gewählt. Er richtete im Stadtzentrum Bergedorfs das erste Hauptquartier der ESO ein, mit der er 1975 nach Garching bei München übersiedelte. Im Juli 1968 wurde er emeritiert. 1968 wurde die Sternwarte als Institut in den Fachbereich Physik der Universität Hamburg aufgenommen.
1971 wurde ein Zonenastrograph von Carl Zeiss installiert. 1976 wurde der große Schmidtspiegel zum deutsch-spanischen Calar-Alto-Observatorium in Südspanien verlagert. An seiner Stelle wurde in Bergedorf ein großes Ritchey-Chrétien-Cassegrain-Teleskop mit 1,20 m Öffnung als „Oskar-Lühning-Teleskop“ in Betrieb genommen. Später wurde es mit modernen Steuerungs- und Aufnahmetechniken ausgerüstet und es wird weiterhin zu Lehr- und Forschungszwecken genutzt.

#### Schmidt-Museum

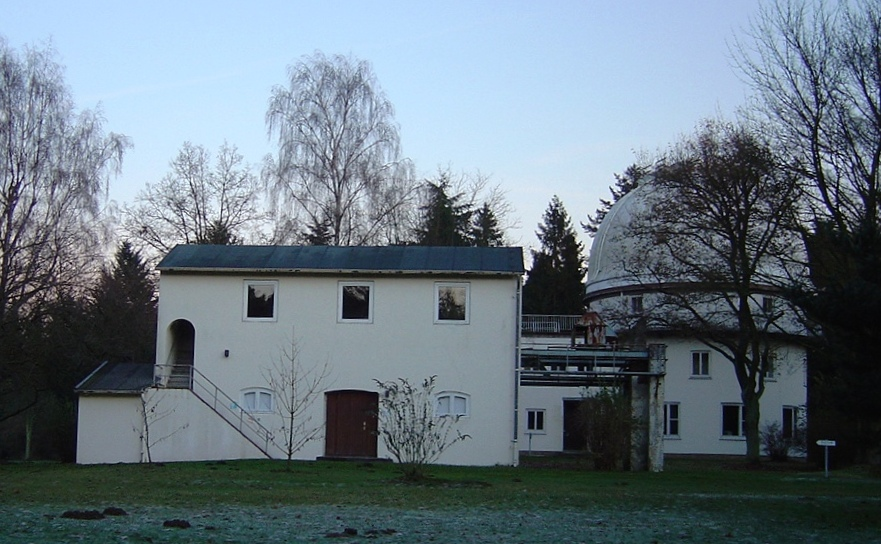
Sonnenbau

Im Keller des Hauptgebäudes befindet sich das Schmidt-Museum, in dem Geräte von Bernhard Schmidt ausgestellt werden, unter anderem der von ihm konstruierte erste Schmidt-Spiegel.

#### Bibliothek
Die über 70.000 Bände umfassende Bibliothek ist im Hauptgebäude untergebracht und enthält alle wichtigen astronomischen Veröffentlichungen der letzten 200 Jahre.

## Denkmalschutz
1996 wurde die gesamte Sternwarte unter Denkmalschutz gestellt, 1999 erfolgte die Renovierung des Hauptgebäudes.

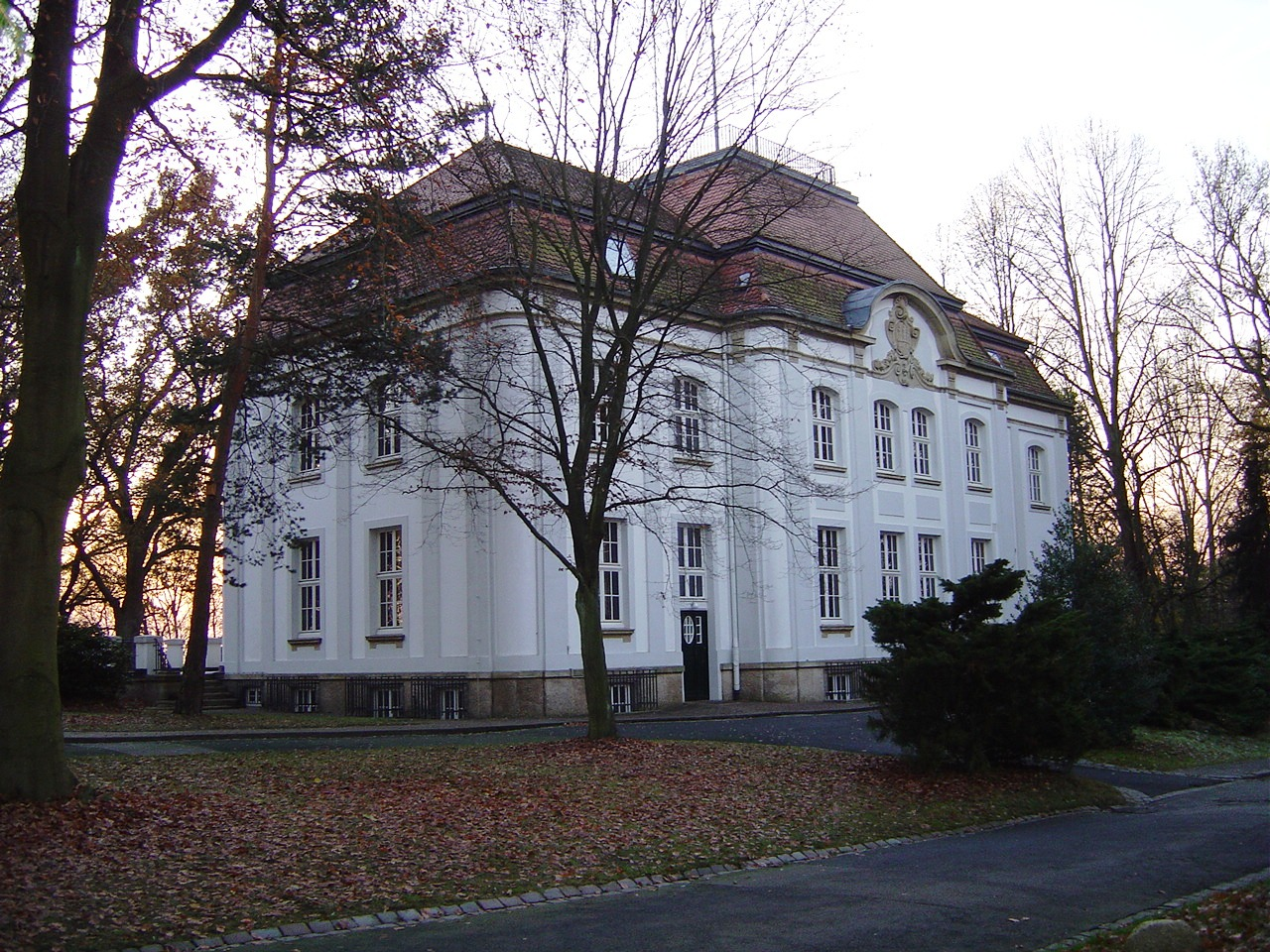
Hauptgebäude mit HD-Bibliothek

2008 nahm Kulturstaatsminister Bernd Neumann die Sternwarte in die Förderung national bedeutsamer Kulturdenkmäler auf. Außerdem läuft derzeit eine Bewerbung zum UNESCO-Weltkulturerbe, bei der die Hamburger Sternwarte zusammen mit vergleichbaren Observatorien aus anderen Ländern nominiert wird.

## Öffentlichkeit
Neben der astrophysikalischen Lehre und Forschung bietet die Hamburger Sternwarte regelmäßig astronomische Vorträge, öffentliche Himmelsbeobachtungen und Tage der offenen Tür an. In Zusammenarbeit mit der Schulbehörde werden im Projekt „Astronomie-Werkstatt“ Workshops für Schule und Ferienkurse angeboten. Hier fand auch mehrmals die „vision sternwARTe“, eine Kunstausstellung mit Gedichtvorträgen und Konzerten, statt, die vom Verein zur Förderung von Kunst, Kultur und Kommunikation in Bergedorf e. V. organisiert wurde. Der ursprünglich aus Bergedorf stammende, bekannte südafrikanische Popstar, Sänger, Komponist und Schauspieler Ike Moriz gab dazu 2011 mehrere Konzerte und filmte im Oktober 2009 auch ein Musikvideo seines Liedes „Starry Night“ (Sternnacht) an der Sternwarte.

### Besucherzentrum
Der Park der Sternwarte ist täglich von 07.00 bis 22.00 Uhr geöffnet. Der Planetenpfad und die Gebäude der Sternwarte sind mit Erläuterungstafeln versehen. Das Besucherzentrum im restaurierten Gebäude des 1-Meter-Spiegels bietet mittwochs bis freitags einen Mittagstisch und am Wochenende Café-Betrieb an. Hier beginnen die regelmäßigen Führungen durch die Sternwarte, dabei kann im Hauptgebäude auch die historische Bibliothek und ein maßstabsgerechtes Modell des Hamburger Zeitballs besichtigt werden.

### Förderverein
Aufgrund der schwierigen wirtschaftlichen Lage der Sternwarte wurde 1998 der „Förderverein Hamburger Sternwarte e. V.“ gegründet. Ziele des Vereins sind in erster Linie der Erhalt der Gebäude und astronomischen Geräte der Sternwarte nach Maßgabe des Denkmalschutzes. Darüber hinaus unterstützt er die astronomische Öffentlichkeitsarbeit und strebt eine zukünftige Nutzung von Teilen des Geländes als Volkssternwarte an. Die seit 2012 laufende Bewerbung zum Weltkulturerbe ist ein bedeutender Arbeitsschwerpunkt.

## Instrumente

### Großer Refraktor

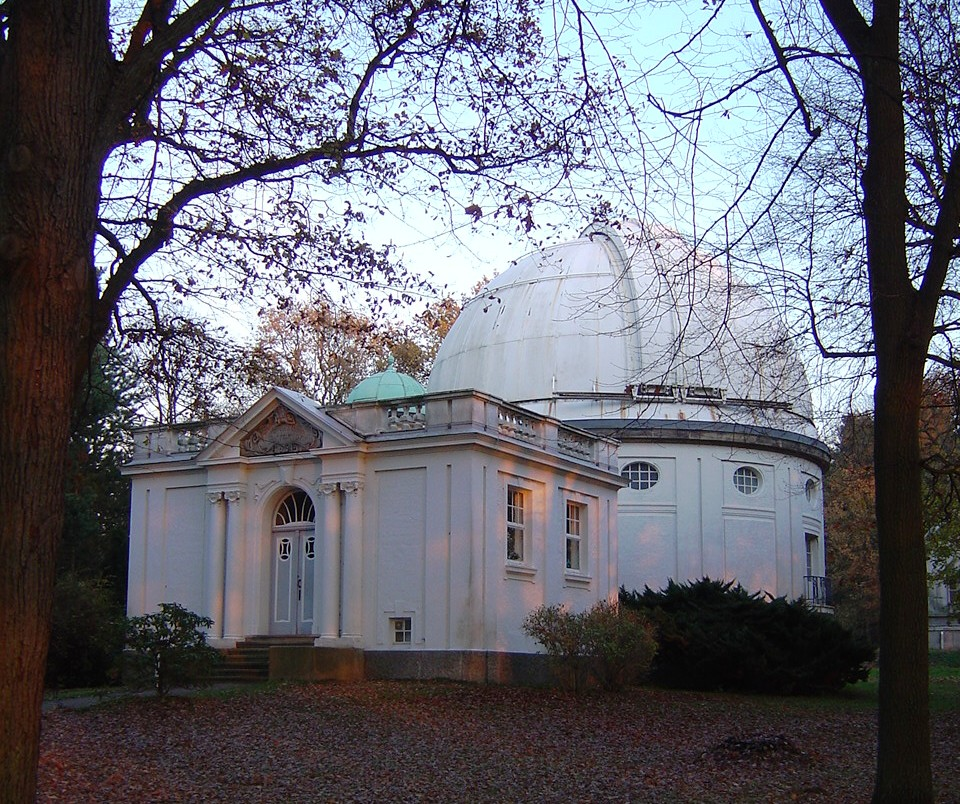
Observatorium mit dem Großen Refraktor

Der Große Refraktor besitzt eine Objektivöffnung von 60 cm und eine Brennweite von 9 m. Er zählt zu den größten Refraktoren Deutschlands und wird heute vorwiegend für öffentliche Himmelsbeobachtungen genutzt. Am Hauptfernrohr befinden sich noch ein Leitfernrohr von 18 cm Öffnung und 8,5 m Brennweite sowie ein Sucherfernrohr mit 10 cm Öffnung.
Das Kuppelgebäude war 1909 von der Fa. Carl Zeiss errichtet worden, Tubus und Montierung wurden 1911 von „Repsold & Söhne“ fertiggestellt. Die zweilinsige Optik konnte allerdings erst 1914 von der Münchener Fa. Steinheil geliefert werden, da die Fertigung großer fehlerfreier Glaslinsen sehr problematisch war (siehe Artikel Riesenteleskope). Weil das für die visuelle Beobachtung konstruierte Objektiv für die Astrofotografie unbrauchbar war (zur damaligen Zeit waren die fotografischen Platten ausschließlich blauempfindlich), wurde 1925 ein fotografisch korrigiertes Objektiv von Steinheil angefertigt, das bei Bedarf eingesetzt werden konnte.
Der Fußboden der Kuppel ist als Hebebühne ausgeführt und kann mittels Elektromotoren und Drahtseilzügen um 4,5 m angehoben werden. Dadurch kann der Beobachter bei jeder Stellung des Teleskops bequem ins Okular blicken, ohne auf eine Leiter steigen zu müssen oder einen höhenverstellbaren astronomischen Stuhl zu benützen.
Der große Refraktor wurde zunächst überwiegend zur visuellen Beobachtung der Planeten und von veränderlichen Sternen eingesetzt. Später untersuchte man offene Sternhaufen und veränderliche Sterne mittels fotografischer Methoden und führte spektroskopische Untersuchungen durch. Während des Zweiten Weltkrieges wurden Kuppel und Hebebühne von einer Brandbombe durchschlagen. Die Bombe blieb im Keller stecken, ohne zu zünden.
Nach dem Krieg wurde der Refraktor zur Messung des Magnetfeldes der Sonne sowie zur Photometrie eingesetzt. 1969 wurde ein besonders schnell reagierender Photometer installiert, mit dem die Lichtschwankungen des Pulsars im Krebsnebel überwacht werden konnte. Durch die Auswertung von Sternbedeckungen durch den Mond konnten die Winkeldurchmesser von Sternen bestimmt werden. Ab den 1970er Jahren wurde der Refraktor für die Astrometrie eingesetzt.

### 1-m-Spiegelteleskop

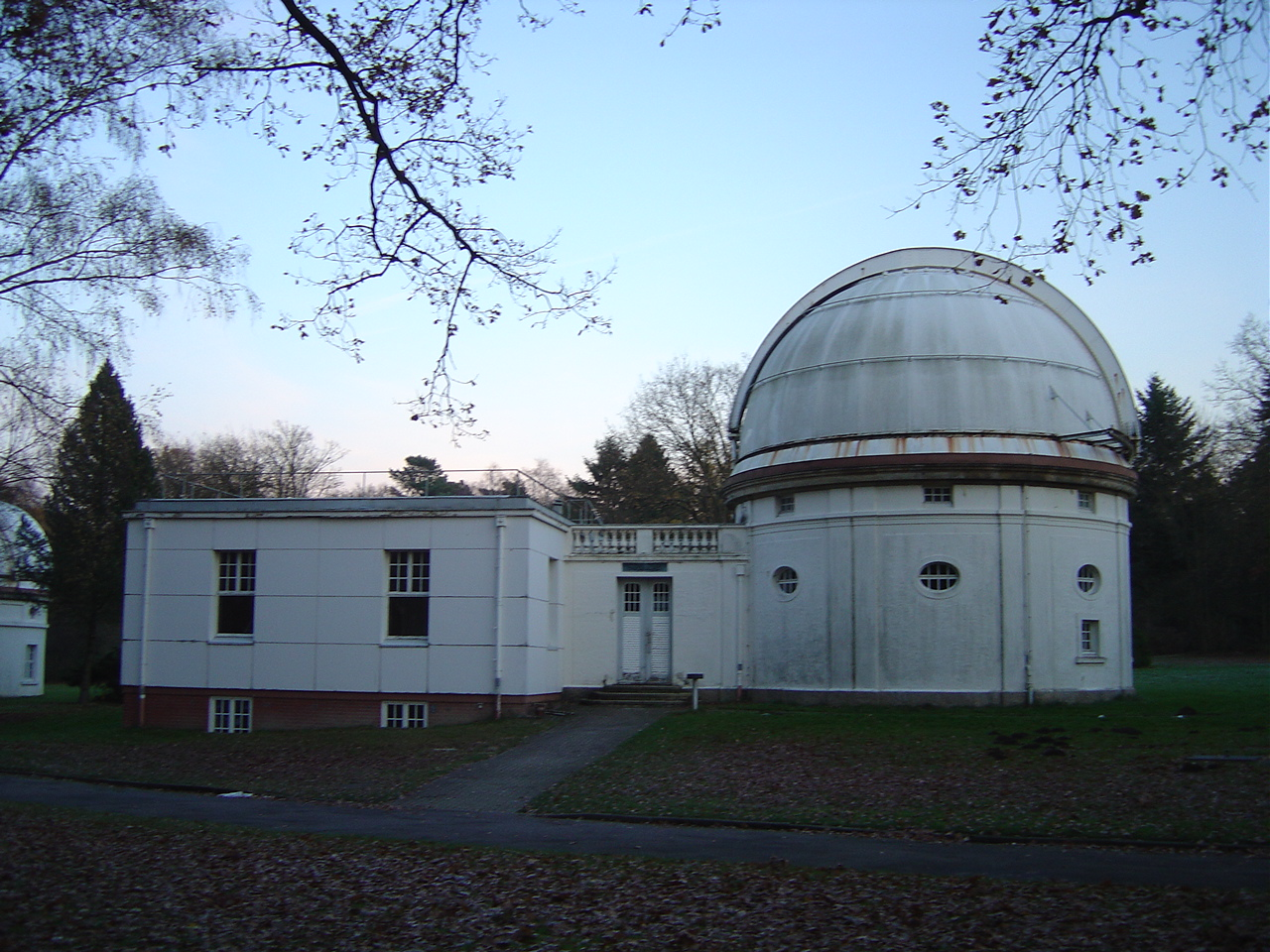
Gebäude des 1-m-Spiegelteleskops

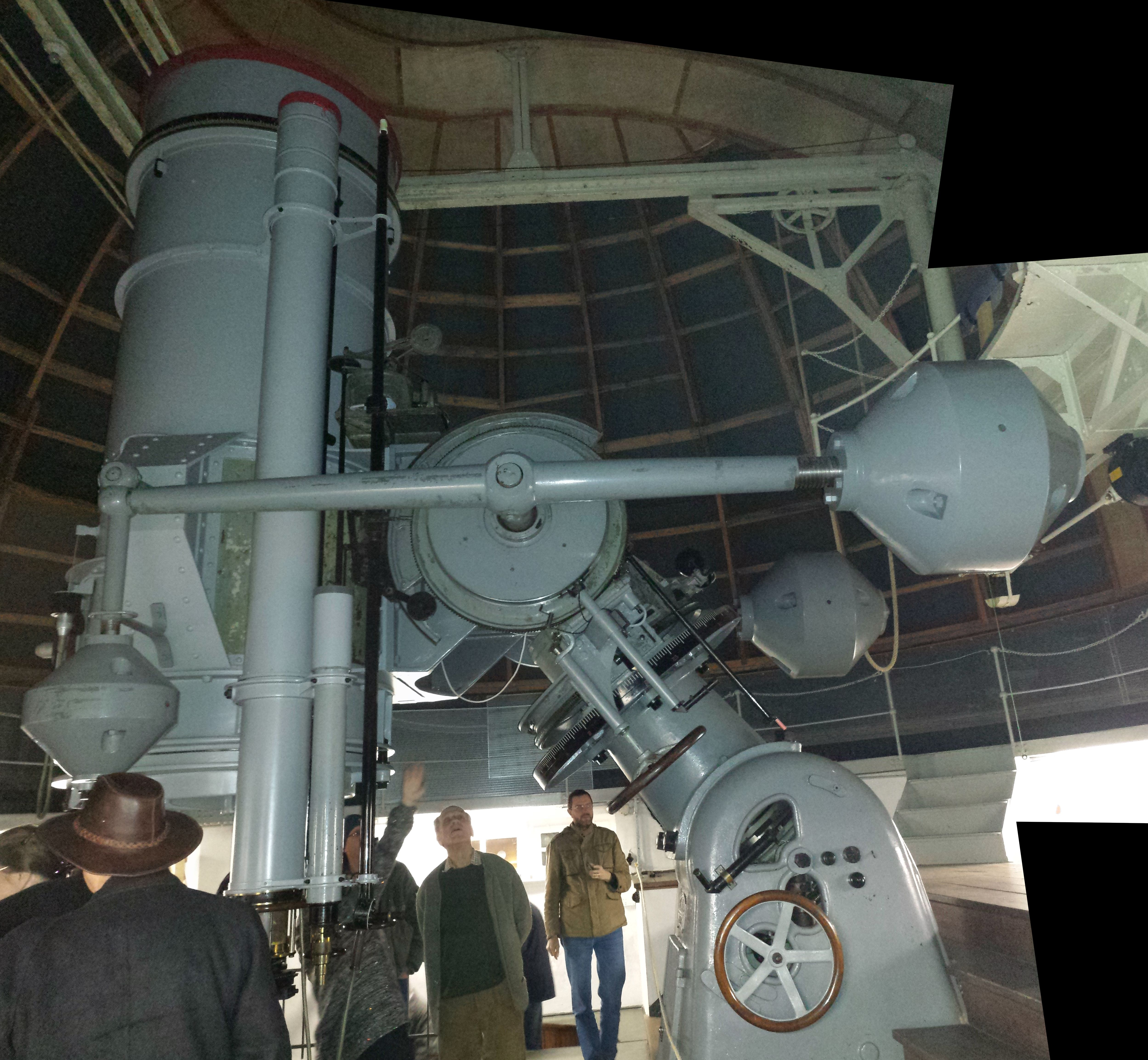
1-m-Spiegelteleskop nach der Restaurierung

Anfang des 20. Jahrhunderts erlangten die Spiegelteleskope immer größere Bedeutung. Da sie – im Gegensatz zu den Refraktoren – keine Farbfehler aufweisen, eignen sie sich besonders gut zur Astrofotografie. Das große 26 Tonnen schwere Spiegelteleskop wurde von der Fa. Carl Zeiss zunächst in Newton-Bauweise mit 1 m Spiegeldurchmesser und 3 m Brennweite gefertigt. Der Hauptspiegel bog sich unter dem eigenen Gewicht so durch, dass die Fa. Zeiss eine neue Spiegelfassung fertigen musste. Das Teleskop war bei seiner Inbetriebnahme im Jahre 1911 das viertgrößte der Welt und das größte Teleskop Deutschlands. Die Montierung – eine sogenannte „Entlastungsmontierung“ – stellt eine Besonderheit dar. Dabei sind Deklinations- und Rektaszensionsachsen hohl ausgeführt. In den Achsen nehmen starke Eisenstangen das Gewicht des Teleskops auf und entlasten die Lager der Achsen, wodurch eine besonders exakte und reibungsfreie Bewegung und Nachführung erreicht wird.
Bis 1920 wurden über 1.700 fotografische Platten belichtet, die hauptsächlich zur Suche und Bahnbestimmung von Kleinplaneten und Kometen dienten. In dieser Zeit wurden in Bergedorf 30 neue Kleinplaneten und ein Komet (1918III Schorr) entdeckt, zwei periodische Kometen wurden wiederentdeckt. Ab 1920 fotografierte Walter Baade Sternhaufen, Gasnebel und Galaxien mit dem Teleskop, wobei er bahnbrechende Arbeiten über Kugelsternhaufen und die Verteilung von Sternen veröffentlichte. Darüber hinaus gelang ihm die Entdeckung zweier Galaxienhaufen, eines Kometen (1922II Baade) und mehrerer Kleinplaneten, darunter (944) Hidalgo.
Nach dem Weggang von Baade in die USA im Jahre 1931 wurde das Teleskop wieder hauptsächlich für die Beobachtung von Kleinplaneten und Kometen eingesetzt. Darüber hinaus wurde jährlich das Emissionslinienspektrum des Orionnebels untersucht. Um das Teleskop für die Spektroskopie zu optimieren, wurde es 1947 auf Nasmyth-Bauweise mit Sekundär- und Tertiärspiegel umgerüstet, die Brennweite wurde dadurch auf 15 m verlängert. Bis 1972 wurden mehrere Tausend Sternspektren aufgenommen.
In den 1980er Jahren wurde das Gerät noch für Praktikumszwecke eingesetzt, dann nur noch zu öffentlichen Beobachtungen bis zur Stilllegung. Der Förderverein der Sternwarte ermöglichte eine umfassende und behutsame Restaurierung und Sanierung von Teleskop und Kuppelgebäude. Der 1-m-Spiegel ist seit 2014 wieder für astronomische Forschung und öffentliche Beobachtungen einsatzfähig.

### Lippert-Teleskop
Der große Doppelastrograf (Lippert-Teleskop, benannt nach seinem Stifter Eduard Lippert) bestand ursprünglich aus drei Refraktoren zur Astrofotografie und zwei Refraktoren, die als Leitfernrohr dienten. Das Teleskop und die 7 m große Beobachtungskuppel wurden komplett von Carl Zeiss gebaut. Auf der einen Seite der Deklinationsachse waren ein sogenannter „Normalastrograf“, ein standardisiertes Fernrohr mit 34 cm Öffnung und 3,4 m Brennweite und ein Leitrefraktor mit 23 cm Öffnung und 3,4 m Brennweite angebracht. Auf der anderen Seite befanden sich zwei gleich große Astrografen mit 30 cm Öffnung und 1,5 m Brennweite sowie ein Leitrefraktor mit 20 cm Öffnung und 2,6 m Brennweite. Eine derartige Anordnung gleicher Instrumente war seinerzeit üblich, um Plattenfehler von realen Objekten unterscheiden zu können oder um Aufnahmen in unterschiedlichen Farbbereichen anzufertigen. Der Normalastrograf wurde 1911 in Betrieb genommen, die beiden kurzbrennweitigen Astrografen erst 1914.
Mit dem Lippert-Teleskop wurden umfangreiche spektroskopische Untersuchungen vorgenommen. Im Rahmen der Bergedorfer Spektraldurchmusterung wurden von 1923 bis 1933 Aufnahmen in 115 Kapteynschen Eichfeldern vorgenommen, 173.500 Sterne wurden klassifiziert. Das Ergebnis wurde zwischen 1935 und 1953 als Katalog in fünf Bänden veröffentlicht. Darüber hinaus wurden veränderliche Sterne sowie Kleinplaneten und Kometen untersucht. Dabei wurden zahlreiche veränderliche Sterne, mehrere Kleinplaneten sowie vier Kometen entdeckt (unter anderem 1925 II P/Schwassmann-Wachmann 1).
Im Laufe der Zeit wurde das Lippert-Teleskop völlig überarbeitet und umgebaut. 1957 wurden der Normalastrograf und das größere Leitfernrohr durch ein Spiegelteleskop mit 60 cm Öffnung und 3 m Brennweite ersetzt, das von Bernhard Schmidt gefertigt worden war und ursprünglich die eine Hälfte eines sogenannten „Doppelreflektors“ bildete. 1974 wurde es mit einer Cassegrain-Optik mit 9 m Brennweite ausgestattet. Im gleichen Zeitraum wurden die Doppelastrografen demontiert. Heute wird das Teleskop zu Übungszwecken, für Schulpraktika oder bei öffentlichen Himmelsbeobachtungen genutzt.

### Äquatorial

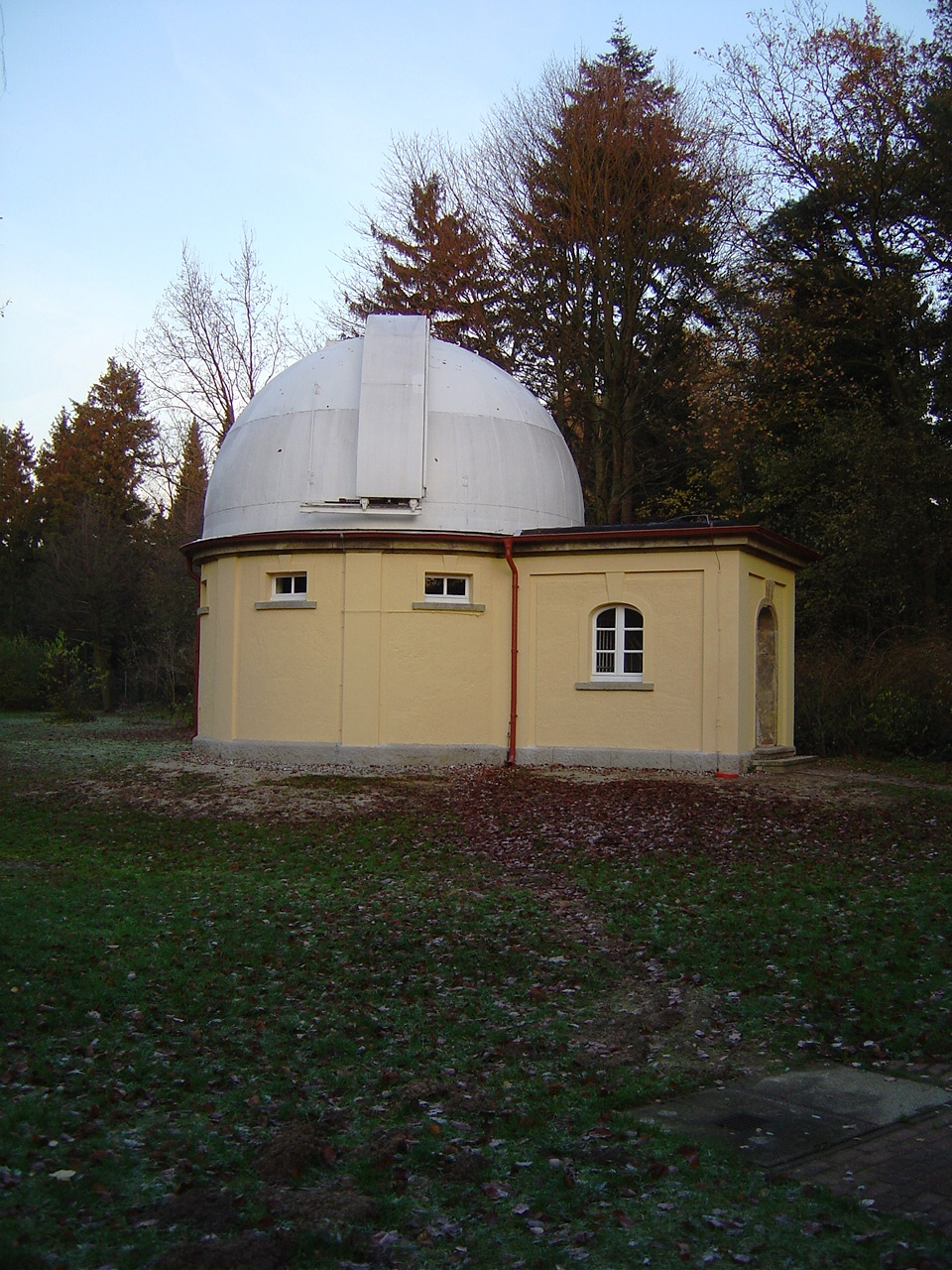
Das Äquatorial

Der als Äquatorial bezeichnete Refraktor mit 26 cm Öffnung und 3 m Brennweite ist das älteste Teleskop von Bergedorf. Es handelt sich um ein parallaktisch montiertes Teleskop, das mit großen Teilkreisen und Ablesemikroskopen ausgestattet ist, um genaue Sternpositionen außerhalb des Meridians zu bestimmen. Allerdings ist die Messgenauigkeit bei diesen Teleskopen geringer als bei Meridianfernrohren. Das Äquatorial von Bergedorf ist das größte gebaute Teleskop dieser Art. Es wurde 1867 von der Firma „A. Repsold & Söhne“ gefertigt und in der zweiten Sternwarte am Stadtwall aufgestellt.
Beobachtet wurden Kleinplaneten und Kometen, die Positionen von nebligen Objekten wurden bestimmt. 1909 wurde es in der neuen Sternwarte Bergedorf in einem neu errichteten Gebäude aufgestellt, wobei die ursprüngliche Kuppel weiter verwendet werden konnte. In der Kuppel befindet sich ein Beobachtungsstuhl, der mittels Seilzügen um das Teleskop bewegt werden kann, so dass der Beobachter nicht aufstehen muss.
Nach Inbetriebnahme der neuen Teleskope wurde das Äquatorial zunächst nur noch wenig genutzt. Von 1946 bis 1977 beobachtete der Amateurastronom Max Beyer systematisch Kometen und veränderliche Sterne. Seine genauen und sorgfältigen Arbeiten wurden regelmäßig in den „Astronomischen Nachrichten“ veröffentlicht.
Das Äquatorial ist heute noch einsatzfähig. Nach der 2005 abgeschlossenen Sanierung des Gebäudes durch den Förderverein Hamburger Sternwarte e. V. lässt sich auch die Kuppel wieder öffnen.

### Zonenastrograph
Der Zonenastrograph ist ein Refraktor von 23 cm Öffnung und 2,05 m Brennweite, der zur genauen Bestimmung von Sternpositionen und der Eigenbewegung der Sterne genutzt wird. Sein Objektiv besteht aus einem fünflinsigen System mit hervorragenden Abbildungseigenschaften. Seit 1975 wurden über 2.000 fotografische Platten aufgenommen. Die ermittelten Sternpositionen wurden bei zahlreichen Projekten verwendet, zum Beispiel bei der Durchmusterung des Himmels mit dem Satelliten Hipparcos.

### Oskar-Lühning-Teleskop

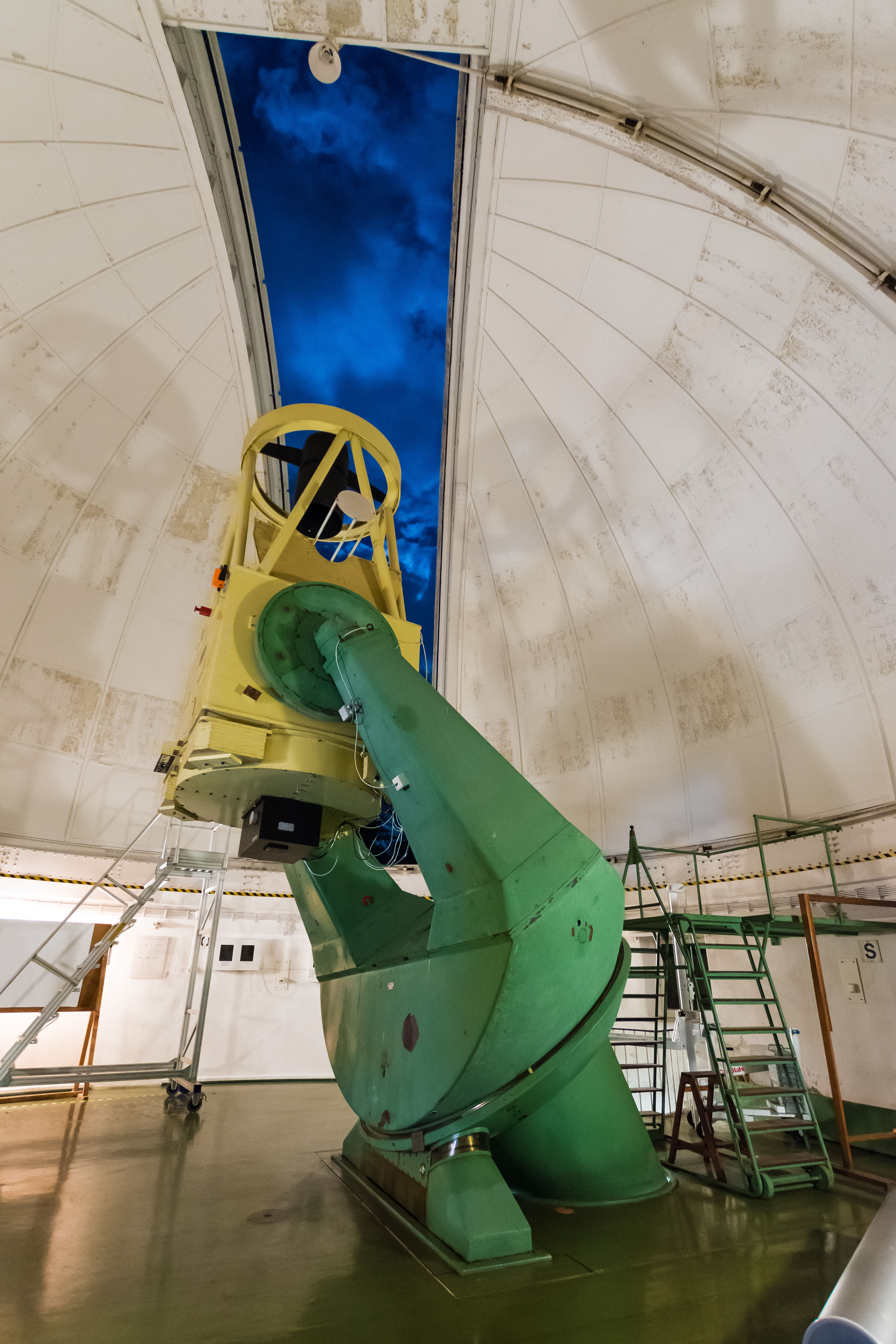
Oskar-Lühning-Teleskop

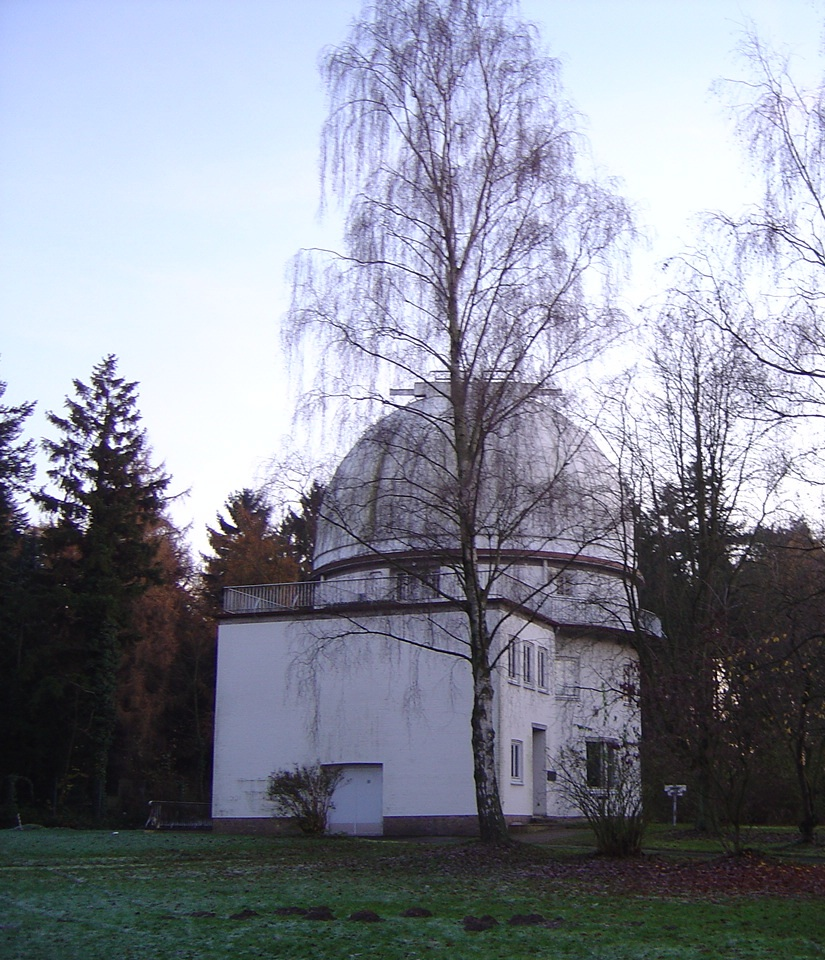
Kuppelgebäude des Oskar-Lühning-Teleskops

Das große Ritchey-Chrétien-Teleskop (Oskar-Lühning-Teleskop, benannt nach dem Sohn seines Stifters, einem Rektor aus Bergedorf) ist mit 1,20 m Hauptspiegel und 15,60 m Brennweite das größte Teleskop der Hamburger Sternwarte und eines der größten Teleskope Deutschlands. Es wurde 1975 auf die Montierung des ursprünglichen großen Schmidtspiegels gesetzt. Die Optik wurde in England gefertigt. In den 1980er Jahren wurde das Teleskop zur Photometrie und Spektroskopie veränderlicher Sterne genutzt. Von 1998 bis 2001 wurde das Teleskop überholt und umgebaut und mit Computersteuerung sowie einer CCD-Kamera ausgerüstet.

### Salvador-Spiegel
Bei dem als Salvador-Spiegel bezeichneten Instrument (der Ursprung des Namens ist unklar) handelt es sich um ein Cassegrain-Teleskop mit 40 cm Spiegeldurchmesser und 8 m Brennweite. Das Teleskop wurde 1960 erstmals eingesetzt, musste aber wegen optischer Mängel vom Hersteller überarbeitet werden. Von 1967 bis 1970 wurde das Teleskop an einer Außenstelle der Sternwarte auf dem Peloponnes in Griechenland zur Photometrie eingesetzt. Zurück in Deutschland wurde das Teleskop erst in den 1980er Jahren in Betrieb genommen. Heute wird es hauptsächlich vom Förderverein der Sternwarte genutzt.